# Diva Diniz Corrêa
Diva Diniz Corrêa (10 de Maio de 1918 – 28 de abril de 1993) foi uma zoóloga marinha brasileira.

## Vida
Diva Diniz Corrêa nasceu em 1918, em Avaré, São Paulo, Brasil, sendo a mais jovem de três irmãs e a única a ir para a faculdade.
Em 1939, iniciou seus estudos em História Natural pela Faculdade de Filosofia, Ciências e Letras da Universidade de São Paulo. Durante esse tempo, ela trabalhou de perto com Ernst Marcus e Eveline Du Bois-Reymond Marcus, tornando-se bons amigos com eles. Depois de se formar em 1941, ela tornou-se aprendiz do Dr. Ottorino de Fiore di Coprani no Departamento de Geologia e Paleontologia.
A partir de 1943 a 1945, deu aulas de história natural, em uma escola rural perto de São Paulo, quando ela recebeu, em seguida,  a oferta de um cargo de professor na Universidade de São Paulo e começou a ministrar cursos em Zoologia e Fisiologia. Neste momento ela fez várias viagens à costa para coletar espécimes para as suas aulas e pesquisa.
Em 1948, Corrêa completou sua tese de doutorado sobre a embriologia do Bugula flabellata, um briozoário, e recebeu a nota mais alta possível pela banca, dirigida por Ernst Marcus e Paulo Sawaya. Em 1952, ela recebeu uma bolsa da Universidade de Pádua e foi para a Stazione Zoologica em Nápoles, Itália, onde estudou neurofisiologia e locomoção de nemertinos, levando a muitos artigos. Em 1957, ela recebeu outra bolsa, desta vez da John Simon Guggenheim Memorial Foundation, para viajar para a California Pacific Marine Station, da Universidade da Califórnia, o que levou à publicação de uma monografia sobre os nemertinos das costas da Califórnia e Oregon.
De outubro de 1958 a fevereiro de 1959, Corrêa estagiou no Instituto de Ciências Marinhas, da Universidade de Miami e visitou as Ilhas Virgens. Durante a sua estadia nos Estados Unidos, Corrêa desenvolveu o gosto pela Coca-Cola e batizou um nemertino como Zygonemertes cocacola. Em 1962, ela fez estágio no Laboratório Biológico Marinho em Curaçao a partir de um subsídio dado pelo governo holandês, resultando no levantamento de nemertinos da região e a descrição de um turbelário.
Mais tarde, em 1962, Corrêa voltou para a Universidade de São Paulo e foi professora do Departamento de Zoologia até sua aposentadoria, em 1988. Ela ocupou a cadeira que ficou vaga pela aposentadoria do Prof. Ernst Marcus. Entre 1963 a 1977, ela foi a primeira mulher diretora do Departamento de Zoologia.

## Trabalhos Selecionados
- Corrêa, D. D (1947). «A primeira Dolichoplana (Tricladida Terricola) do Brasil".». Boletim da Faculdade de Filosofia, Ciências e Letras da Universidade de São Paulo. 12: 57–82

- Corrêa, D. D. (1948). «A Embriologia de Bugula flabellata (J. V. Thompson) (Bryozoa Ectoprocta).». Boletim da Faculdade de Filosofia, Ciências e Letras da Universidade de São Paulo. Zoologia. 13 (13): 7–71

- Corrêa, D. D (1953). «Sobre a neurofisiologia locomotora de hoplonemertinos e a taxonomia de Ototyphlonemertes». Anais da Academia Brasileira de Ciências. 25: 545–555

- Corrêa, D. D (1953). «Sobre a locomoção e a neurofisiologia de nemertinos». Boletim da Faculdade de Filosofia, Ciências e Letras da Universidade de São Paulo. 18: 129-147
- Corrêa, D. D (1954). «Nemertinos do litoral Brasileiro». Boletim da Faculdade de Filosofia, Ciências e Letras da Universidade de São Paulo. 19: 1-122
- Corrêa, D.D (1956). «Estudo de nemertinos Mediterraneos (Palaeo e Heteronemertini)"». Anais da Academia Brasileira de Ciências. 28: 195–214
- Corrêa, D.D (1961). «Nemerteans from Florida and Virgin Islands"». B Mar Sci Gulf Carib. 11: 1-44
- Corrêa, D.D. (1963). «Nemerteans from Curaçao». Study of the Fauna of Curaçao and other Caribbean Islands. 17: 41-56
- Corrêa, D.D. (1964). «Nemerteans from California and Oregon». Proceedings of the California Academy of Sciences. 31

## Táxons em sua homenagem
Vários táxons foram nomeadas em homenagem a Diva Diniz Corrêa, tais como o gênero de turbelários Dinizia, os gêneros de nemertinos Divanella e Correanemertes, e a espécie de gastrópode Piseinotecus divae.